# Bigorre

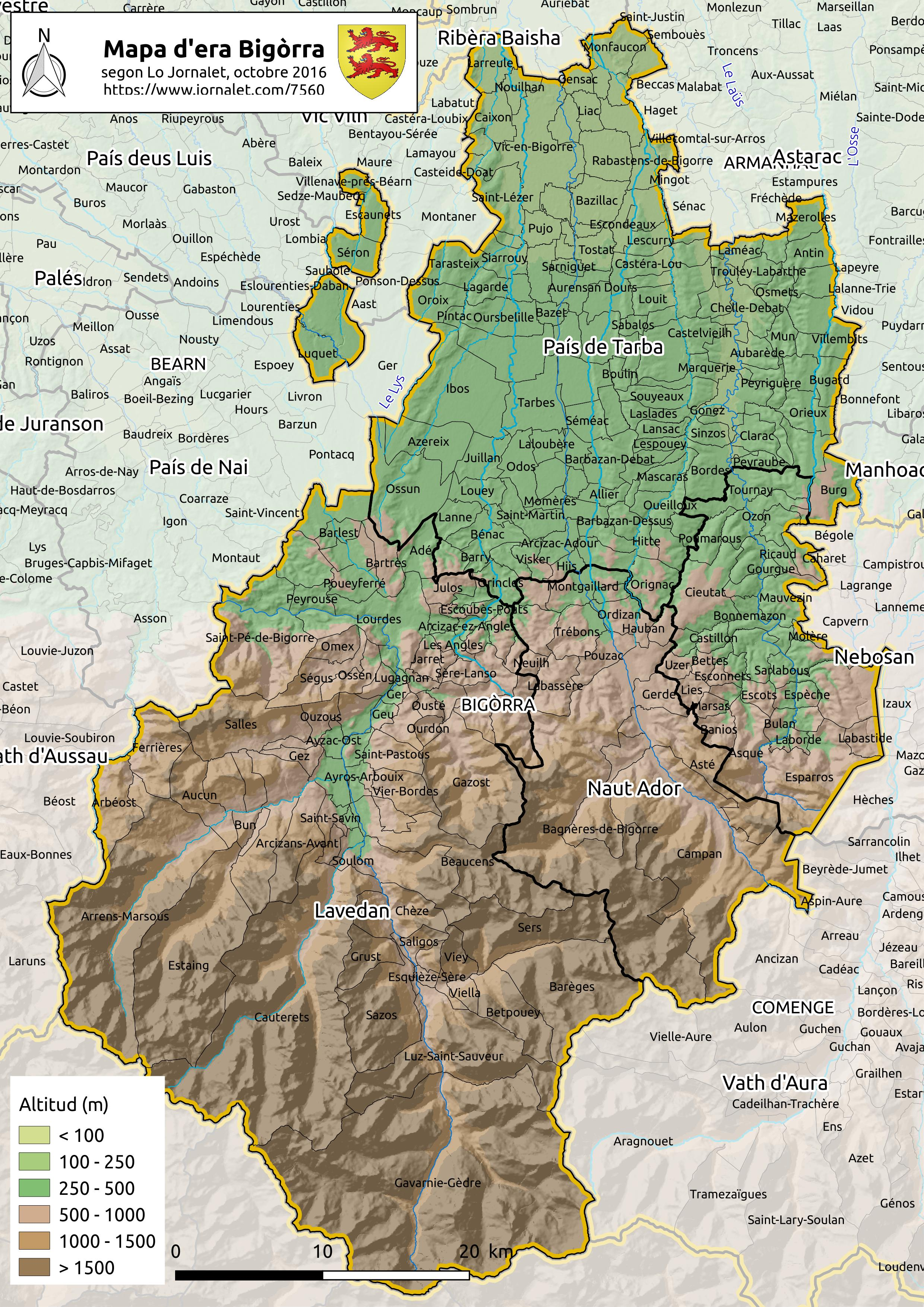
Bigorre

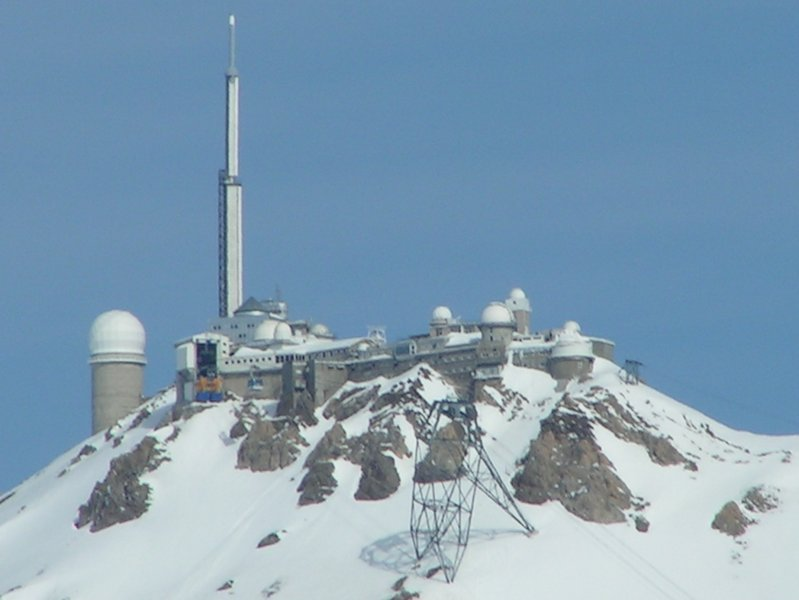
Observatorium op Pic du Midi de Bigorre

Bigorre is een streek in het zuidwesten van Frankrijk, in het centrale en westelijke deel van het departement Hautes-Pyrénées en twee kleine exclaves in het departement Pyrénées-Atlantiques in de regio Nouvelle-Aquitaine. De inwoners worden Bigourdans genoemd. De naam Bigorre verwijst naar een oude Aquitaanse stam met de naam Biguerres, Bigerri of Bigerriones.
Bij de Franse volkstelling van 1999 werden 177.575 inwoners geregistreerd in het gebied. De grootste steden in het gebied zijn Tarbes (46.275 inwoners in 1999), Lourdes (15.203) en Bagnères-de-Bigorre (8.052).

## Graafschap
Het graafschap Bigorre was van de 9e eeuw tot de 15e eeuw een kleine vazalstaat van het hertogdom Aquitanië, gelegen rond de bovenloop van de rivier de Adour. De hoofdstad was Tarbes.
Het graafschap vindt zijn ontstaan in de bruidsschat van een zekere Faquilène, een Aquitaanse prinses, bij haar huwelijk met Donatus Lupus I, zoon van Lupus III van Gascogne. Oorspronkelijk was Bigorre uitgestrekter, maar in de opeenvolgende generaties werd veel gebied verloren, doordat delen in apanage aan de jongere zoons werden gegeven. Zo verloor het graafschap al Lavedan, Aster, Aure en Montaner in de eerste twee generaties.
De oorspronkelijke dynastie stamde vermoedelijk af van Lupus II van Gascogne maar stierf in de 11e eeuw uit. Bigorre ging over naar het huis Foix en ten slotte naar het huis Béarn. In de 12e eeuw ging het over naar het huis Marsan en Comminges en in de 13e eeuw naar het huis Montfort. Het was kort in handen van de Armagnacs en wisselde tussen de Engelse en de Franse suzereiniteit tijdens de Honderdjarige Oorlog. In de 15e eeuw kwam het ten slotte terecht bij de Fransen en het huis Foix.
Een aantal namen van gemeenten, alle in het departement Hautes-Pyrénées, verwijst nog naar het oude graafschap : Bagnères-de-Bigorre, Bourg-de-Bigorre, Rabastens-de-Bigorre, Saint-Pé-de-Bigorre, Sarriac-Bigorre, Vic-en-Bigorre.